# El Cristo de la Agonía
[[Categoría:Cuadros de {{{3}}}]]
  
  

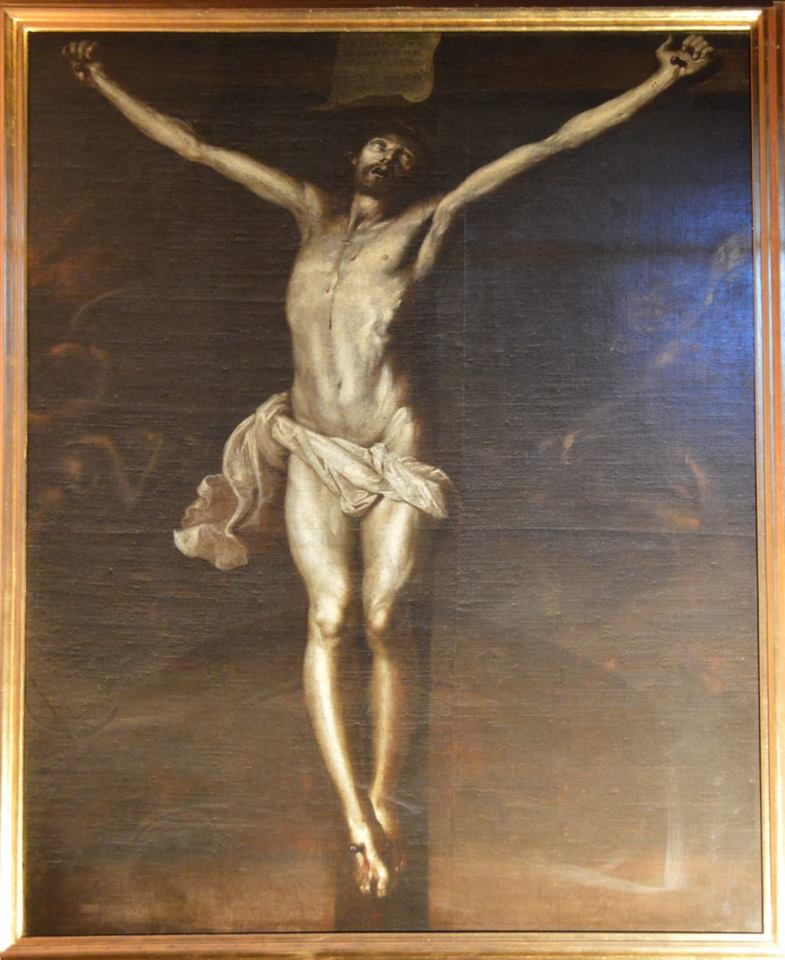
El Cristo de la Agonía

El cristo es una obra de arte realizada por el pintor indígena quiteño Miguel de Santiago. Actualmente el cuadro se encuentra en el Museo del Padre Almeida.

## Leyenda
Existe una leyenda que describe el proceso de realización de la imagen. Según la teoría popular, Miguel de Santiago crucificó a uno de sus modelos para obtener una expresión similar a la que él se imaginaba como el Cristo agonizante. Preguntó el artista a su modelo si sufría, a lo que éste respondió que no, desencadenando la ira del pintor, quien lo atravesó con una lanza. Al terminar el cuadro, el modelo había expirado. Obtuvo su libertad, pero esta parte de la leyenda se divide en dos teorías: Una corriente menciona que la tuvo por su obra, y otra que la debió al pago del padre Basilio Rivera.